# Ulica Juliusza Lea w Krakowie
Ulica Juliusza Lea – ulica w Krakowie, w dzielnicy V Krowodrza i dzielnicy VI Bronowice. Biegnie od placu Inwalidów w kierunku zachodnim do zakrętu ul. Armii Krajowej.

## Historia
Ulica została wytyczona około 1890 roku na trasie od placu Inwalidów do ul. Misjonarskiej. Około 1910 roku przedłużono ją do ul. Piastowskiej, zaś w 1919 roku dalej do okolic obecnej ul. Przybyszewskiego. Aktualny kształt ulica uzyskała w latach 70. XX wieku.

Do 1912 roku ulica nosiła nazwę Kościelna, w latach 1912–1925 Królewska, w latach 1925–1952 Juliusza Lea, w 1952 roku przemianowana została na Feliksa Dzierżyńskiego. Do obecnej nazwy powrócono w 1990 roku.

## Zabudowa
W części wschodniej zabudowa mieszkaniowa zwarta, głównie wielorodzinna z okresu międzywojennego, a także powojennego. W części zachodniej (za ul. Piastowską) pozostały nieliczne relikty dawnej zabudowy podmiejskiej z lat 1900–1950 oraz wolnostojące budynki biurowe i mieszkaniowe z okresu powojennego.
Obiekt wpisany do Rejestru Zabytków Nieruchomych Województwa Małopolskiego:
- ul. Lea 27-29 –  dawna bursa Dom Akademicki ASP, obecnie (2024) Akademia Sztuk Pięknych, Wydział Konserwacji i Restauracji Dzieł Sztuki, projektował E. Uderski, 1943. Na fasadzie znajduje się kamienna tablica z popiersiem chłopca trzymającego herb z orłem i wyryty napis: Akademia Sztuk Pięknych, Wydział Konserwacji i Restauracji Dzieł Sztuki. W budynku znajduje się także Galeria 4 Ściany.

Obiekty wpisane do gminnej ewidencji zabytków:
- ul. Lea (Pl. Inwalidów 3) – dawny dom mieszkalny Towarzystwa Wzajemnej Pomocy Funkcjonariuszy Stołeczno-Królewskiego Miasta Krakowa (tabliczka na obiekcie). Projektowali Bernard Birkenfeld i Stanisław Filipkiewicz, 1925–1926. W latach 1945–1956 w budynku miał swoją siedzibę Urząd Bezpieczeństwa, o czym informuje tablica pamiątkowa. Obecnie (2024) mieści się tutaj Samodzielny Publiczny Zakład Opieki Zdrowotnej Ministerstwa Spraw Wewnętrznych w Krakowie (tablica informacyjna na budynku). W narożu kamienicy, na wysokości pierwszego piętra znajduje się pusta nisza;
- ul. Lea 4 (ul. Józefitów) – kamienica, projektował Z. Hausner, 1934;
- ul. Lea  5 – kamienica, projektował Józef Kaczmarczyk, 1927. Obecnie (2024) znajduje się tu Kino Mikro;
- ul. Lea  5a – kamienica, projektował Stefan Landsberger, 1930–1931;
- ul. Lea  6a – kamienica czynszowa, projektował Zygmunt Grünberg, 1935;
- ul. Lea  6b – kamienica, projektował Juliusz Eintracht, 1935;
- ul. Lea  7 (ul. Józefitów 21) – kamienica, projektował Józef Kryłowski, 1927;
- ul. Lea  7a – kamienica, projektował Isser Harband, 1935;
- ul. Lea  9a – kamienica, 1937. Nad bramą znajduje się godło kamienicy – Głowa kobiety;
- ul. Lea 9b – kamienica, 1937;
- ul. Lea  9C, 11 (ul. Konarskiego 39-41) – blok na terenie osiedla niemieckiego Licht und Luft l. 40. XX w;
- ul. Lea 10 –  kamienica, projektował  Wacław Krzyżanowski, 1925–1927. Została wybudowana dla Edmunda Rosenhaucha, okulisty żydowskiego pochodzenia. Architekt zastosował tu uskokowy portyk wgłębny, z dwoma wejściami do budynku. Kamienica pod gzymsem koronującym jest ozdobiona dekoracyjnym fryzem[6]. Obecnie (2024) w budynku ma swoją siedzibę Samorządowe Kolegium Odwoławcze;
- ul. Lea 10a – kamienica 1933–1934 Józef Karwat;
- ul. Lea 10b kamienica, projektował Stanisław Bartz, 1935;
- ul. Lea 12a (Konarskiego 37) – kamienica, projektował Stanisław Bartz, 1934. W narożu, na wysokości pierwszego piętra znajduje się figurka grajka;
- ul. Lea 12b (Konarskiego 36) – kamienica, 1930;
- ul. Lea Juliusza 14a – kamienica, projektował Antoni Dostal, 1932;
- ul. Lea 15 – dom, projektował Henryk Ritterman, 1926;
- ul. Lea 15a – kamienica, projektował Teodor Hoffmann (informuje o tym tablica na obiekcie), 1932;
- ul. Lea 16b – kamienica, 1936;
- ul. Lea 17 – kamienica, projektowali Stefan Polański i Zygmunt Gawlik, 1928–1930. Kamienica jest domem własnym Zygmunta Gawlika. Elementem wyróżniającym kamienicę jest kamienny portal z płaskorzeźbami smoków autorstwa Karola Muszkieta i kuta krata w bramie z motywem wici roślinnych i głowami smoków[7]. Między oknami bliźnimi pierwszego piętra znajdują się dekoracje rzeźbiarskie z postaciami ludzi. Z lewej strony m.in. znajduje się mężczyzna motocyklista, prawdopodobnie Zygmunt Gawlik, który był miłośnikiem motocykli[8][7]. Na elewacji widnieje tablica informująca o tym, kto był projektantem i wykonawcą, umieszczona przez Gawlika[7];
- ul. Lea 18 (Urzędnicza 31) – kamienica, projektował Zygmunt Grünberg, 1937;
- ul. Lea 19a (Urzędnicza 33) – kamienica, projektował Stefan Piwowarczyk, 1936;
- ul. Lea 20 (Urzędnicza 32) – dom, 1912;
- ul. Lea 20a – kamienica, projektował Józef Merenda, 1935–1936;
- ul. Lea 20b – kamienica, projektował Jakub Jan Spira, 1935–1936. Nad bramą znajduje się godło domu – Chłopiec na delfinie;
- ul. Lea 21a (Urzędnicza 34) – kamienica, 1937;
- ul. Lea 21b – kamienica, projektował Antoni Dostal, 1932;
- ul. Lea 33a – kamienica, projektował Józef Merenda, 1934;
- ul. Lea 34 (Chocimska) – kamienica, 1930. Na fasadzie znajduje się godło kamienicy Lajkonik;
- ul. Lea 36a – kamienica, 1931. Na fasadzie znajduje się godło kamienicy Smok na barbakanie;
- ul. Lea 39 – dom, 1937;
- ul. Lea 41 – kamienica, 1937;
- ul. Lea 110 (Piastowska 36) – willa, 1920.

Przy skrzyżowaniu z al. Kijowską (ul. Lea 44) do 2010 roku znajdował się Okręgowy Szpital Kolejowy. W 2012 roku zabudowaną parcelę kupił deweloper, w 2019 roku rozpoczął rozbiórką obiektu. Obecnie (2024) w miejscu dawnego szpitala powstały apartamenty Krowodrza Park.  
Obiektem nieistniejącym jest także kino „Maskotka” (Lea 55, wcześniej od 1926 kino „Charitas”).
Przy ulicy znajduje się kościół Najświętszej Maryi Panny z Lourdes i powstały po II wojnie światowej park im. Wincentego á Paulo (w parku pomnik patrona).
Na rogu ul. Warmijskiej i Lea znajduje się przydrożna figura Matki Bożej.

## Galeria

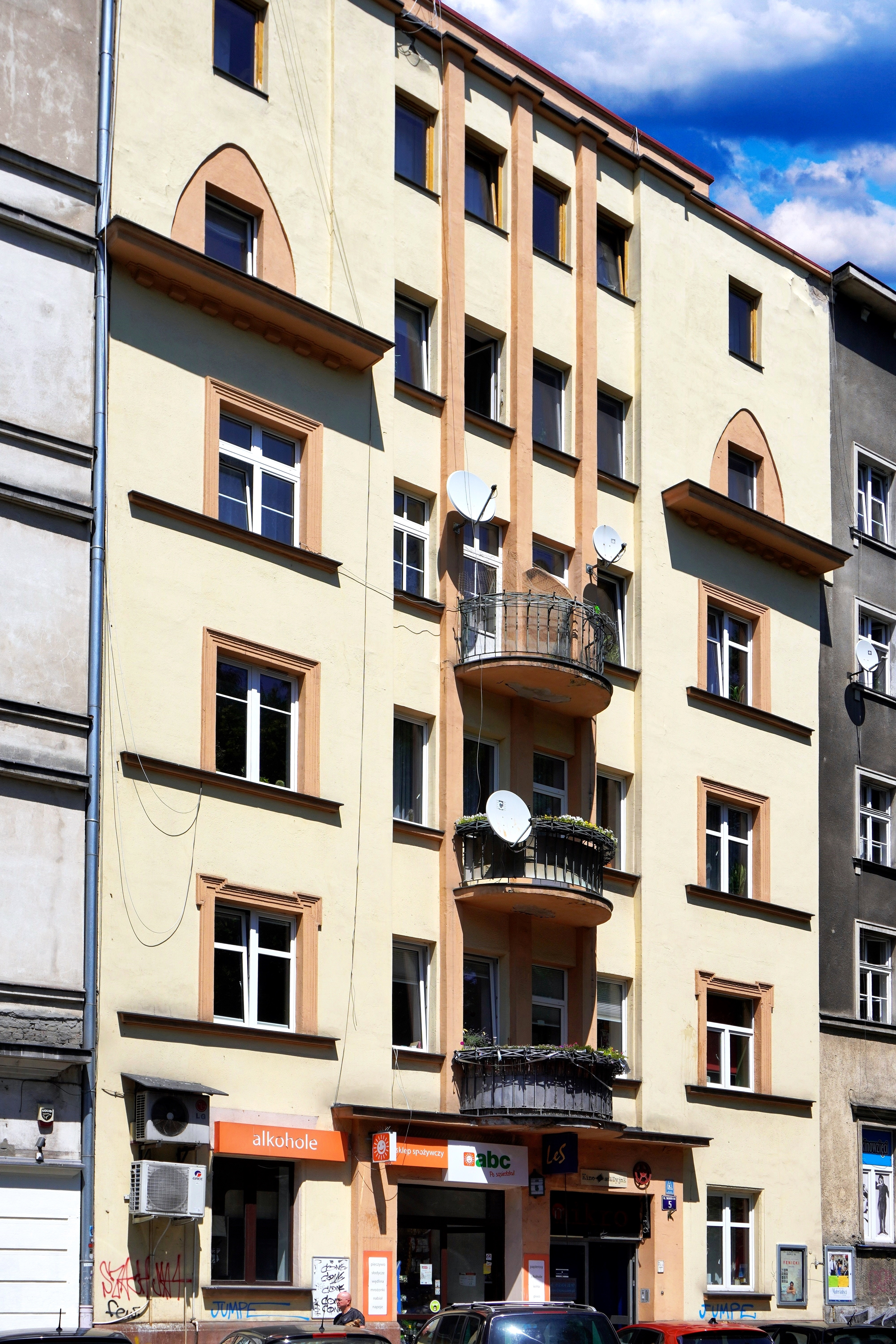
ul. Juliusza Lea 5 Kamienica (proj. Józef Kaczmarczyk, 1927)
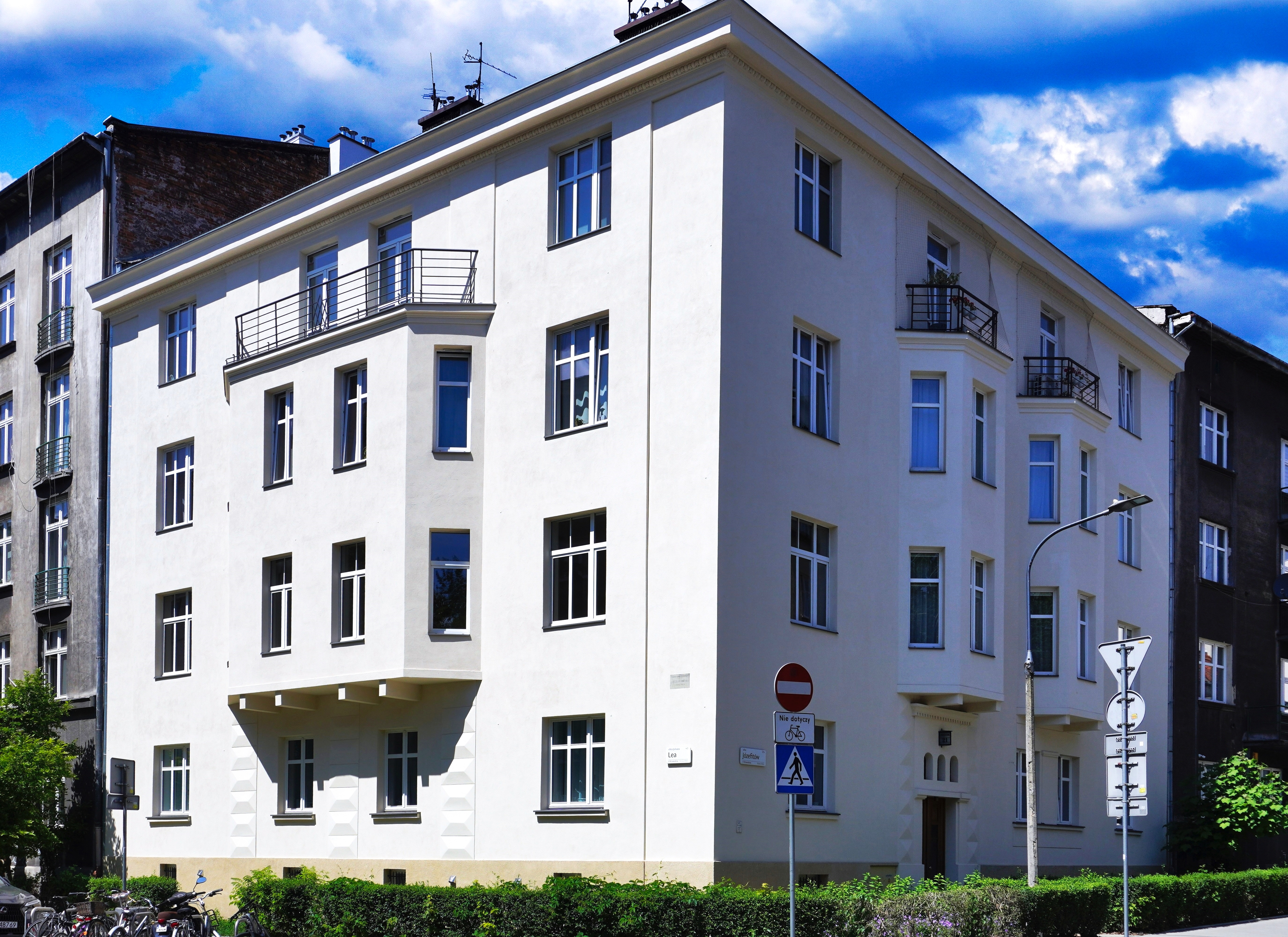
ul. Juliusza Lea 7 (ul. Józefitów 21) Kamienica (proj. Józef Kryłowski, 1927)
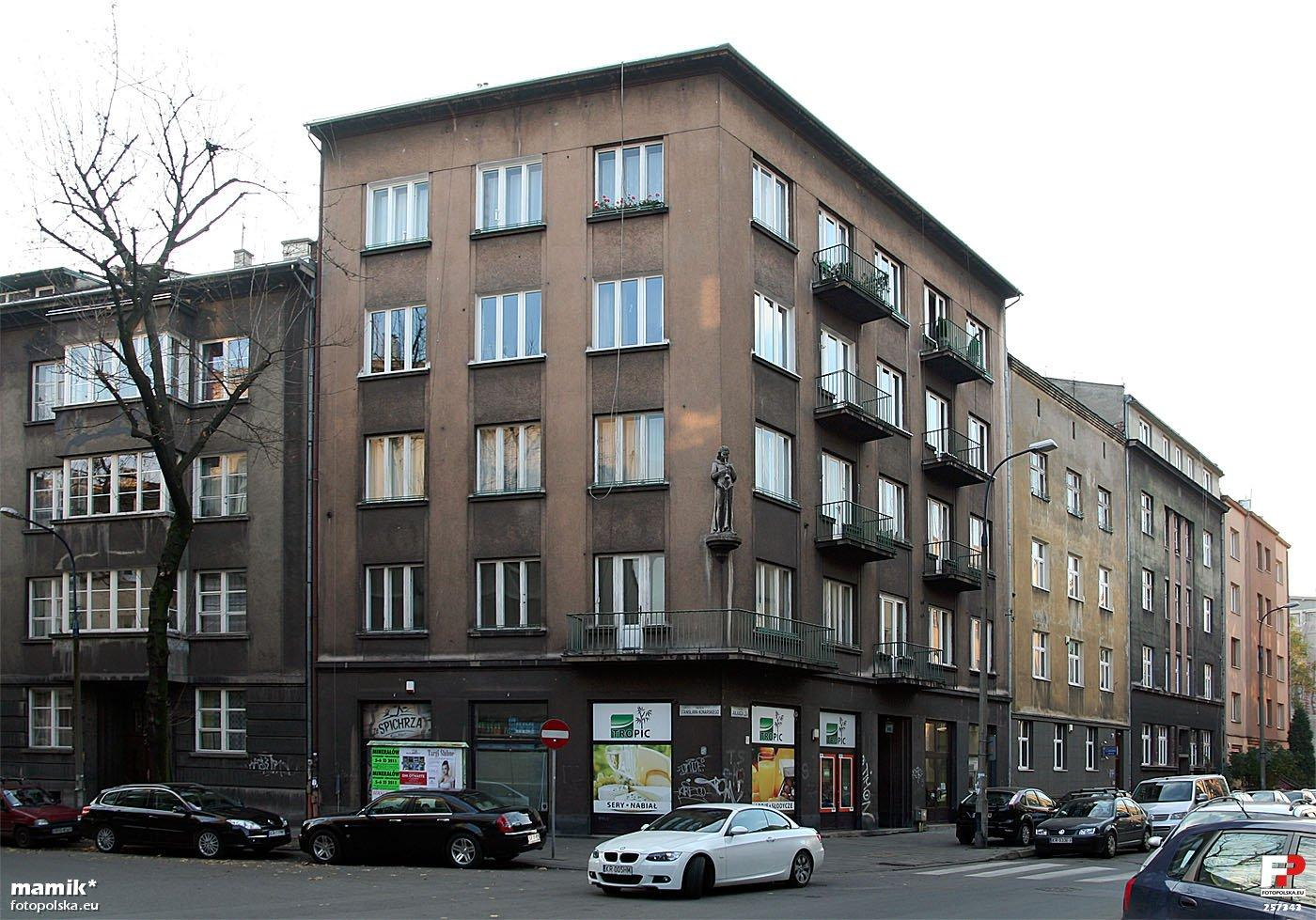
Narożna kamienica nr 12, modernizm
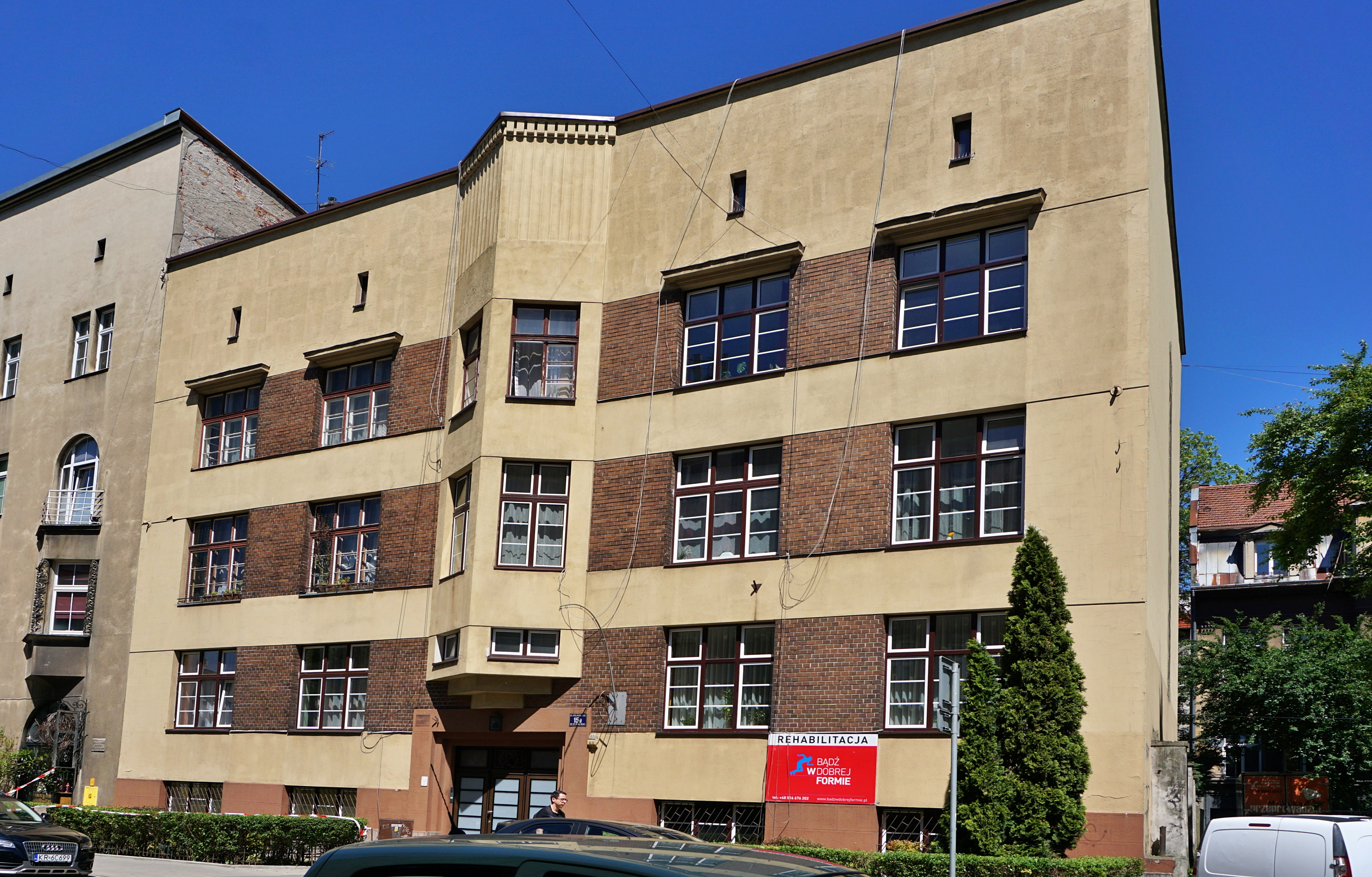
Kamienica nr 15, modernizm
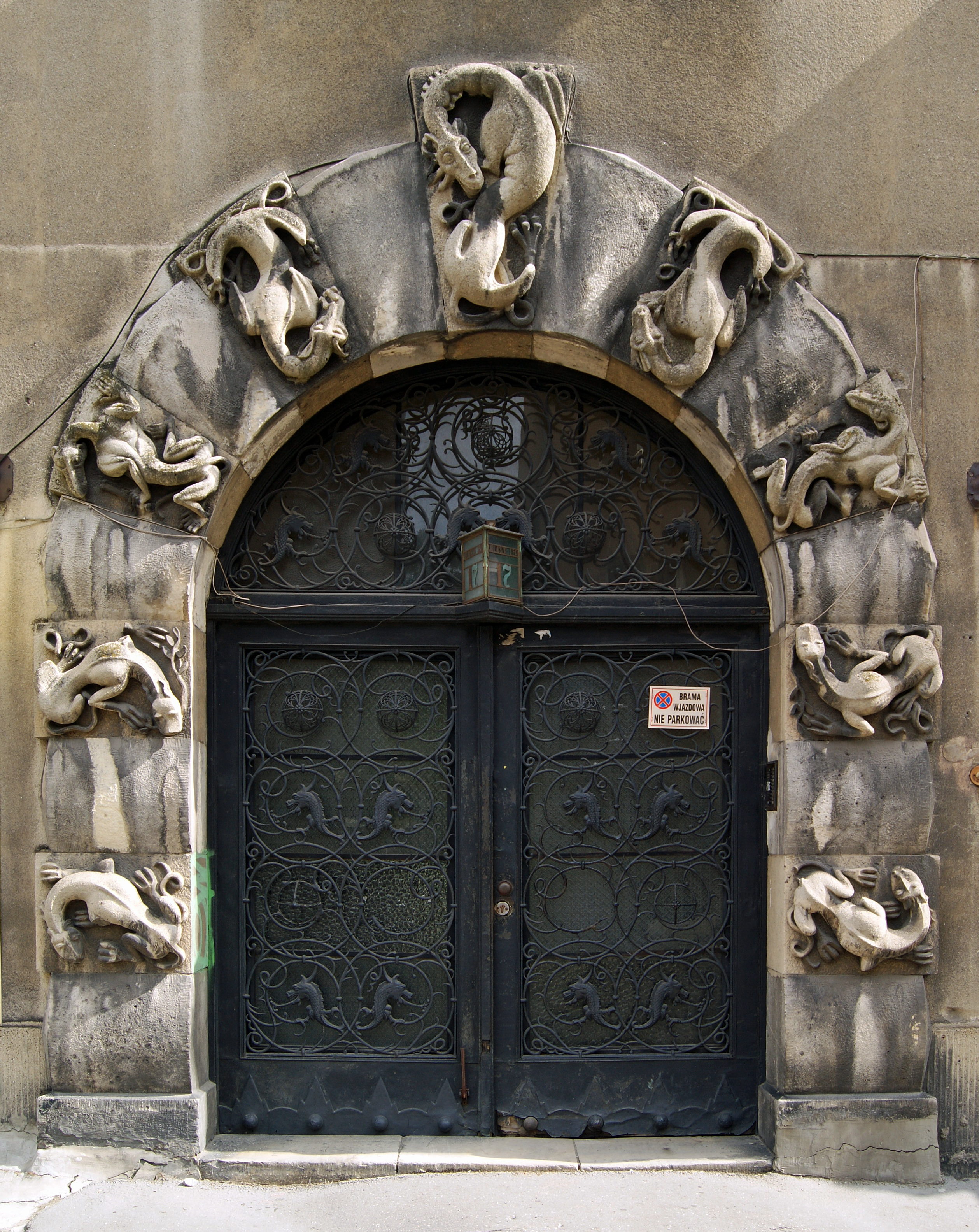
Portal przy Lea 17, proj. Zygmunt Gawlik, 1928–1929, modernizm
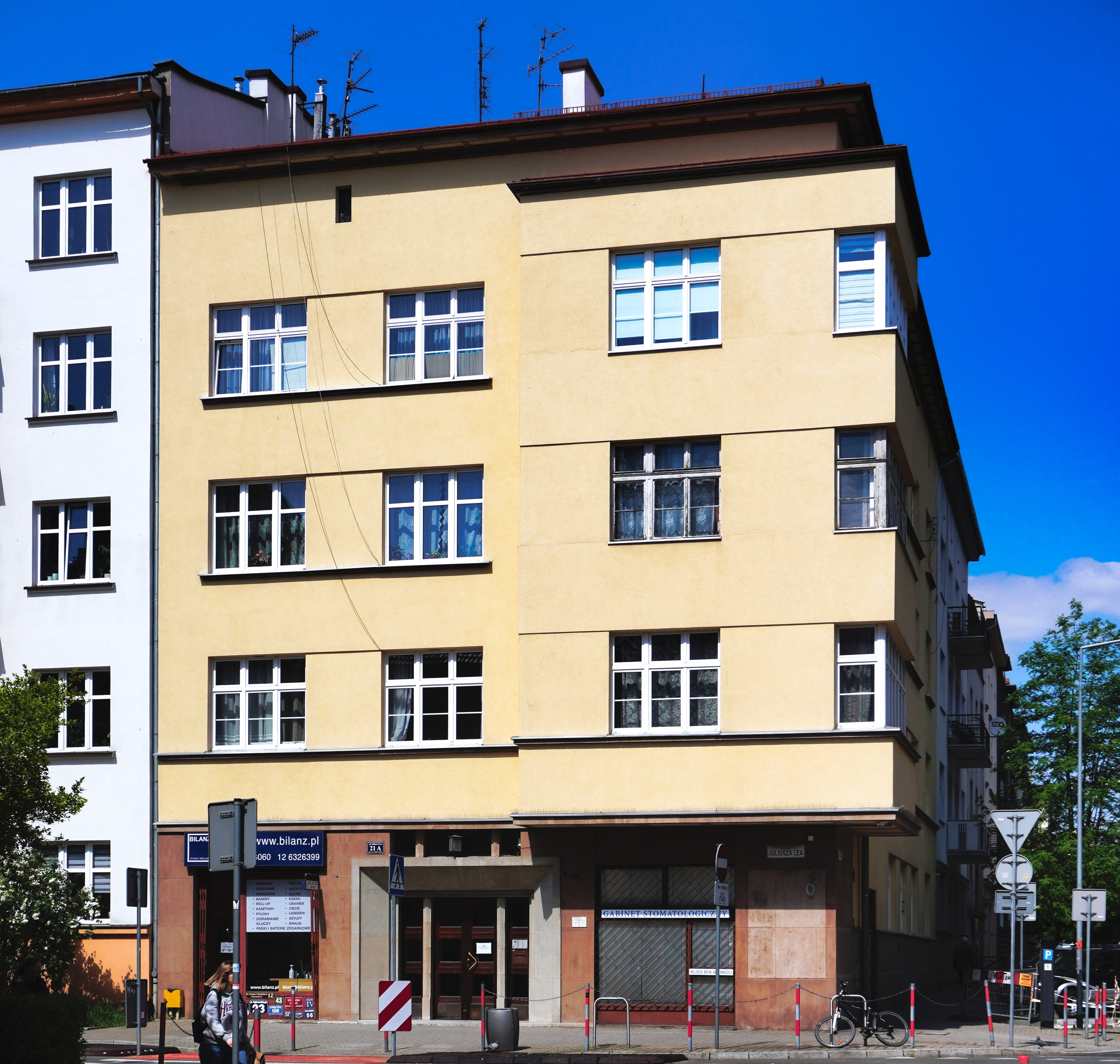
ul. Juliusza Lea 21a Kamienica (1937)
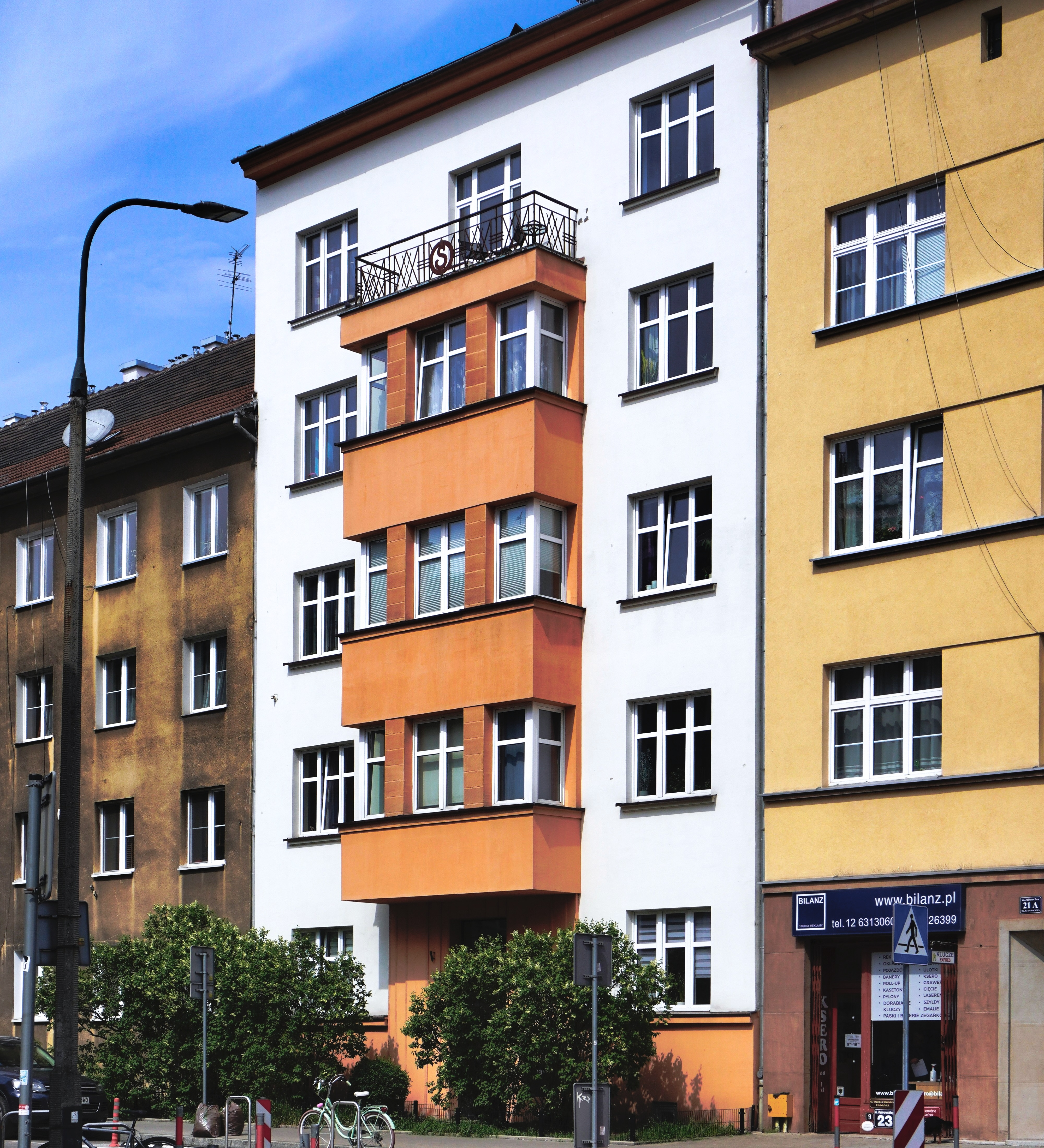
ul. Juliusza Lea 21b Kamienica (proj. Antoni Dostal, 1932)
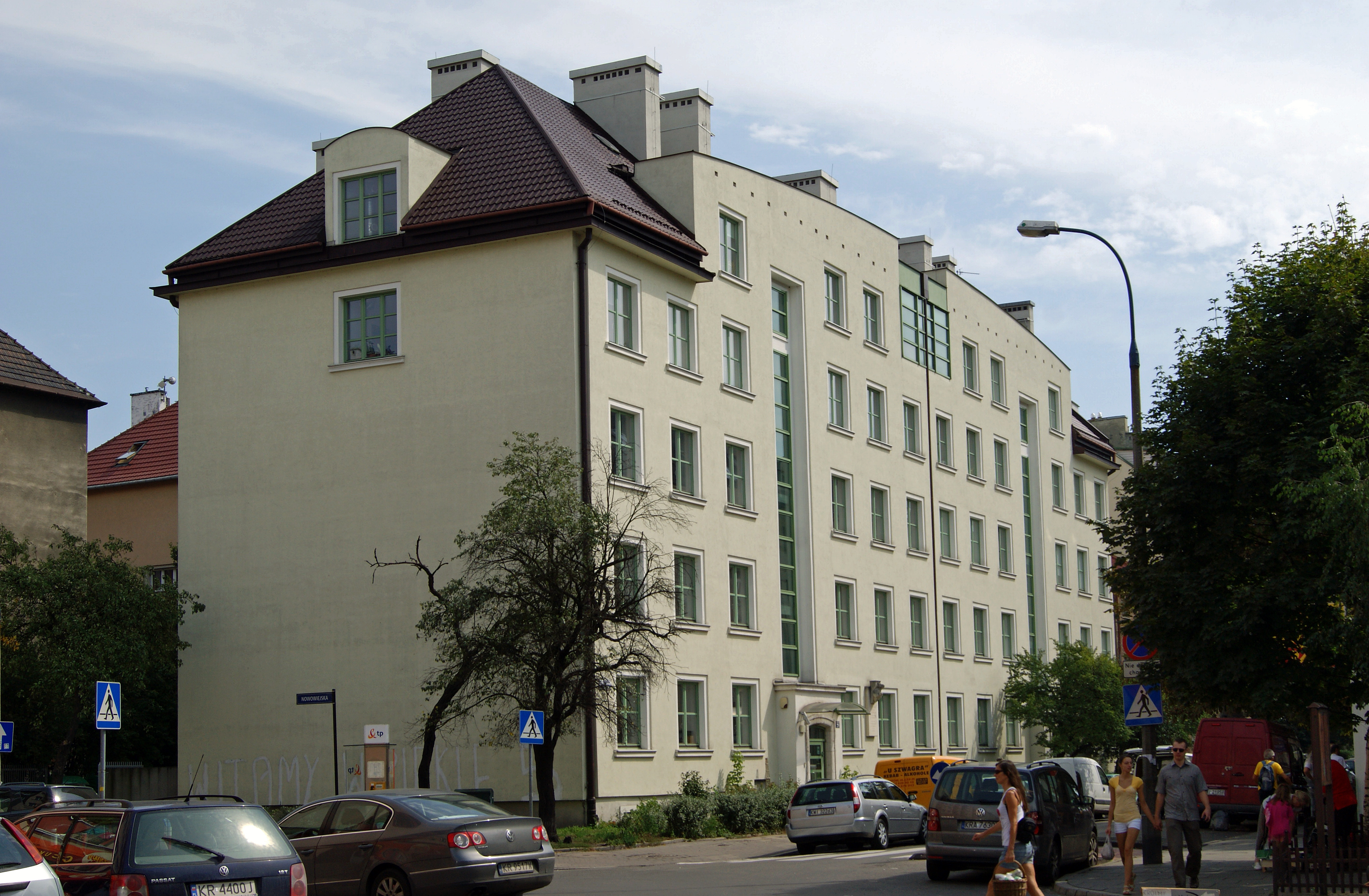
Kamienica ul. Lea 27–29
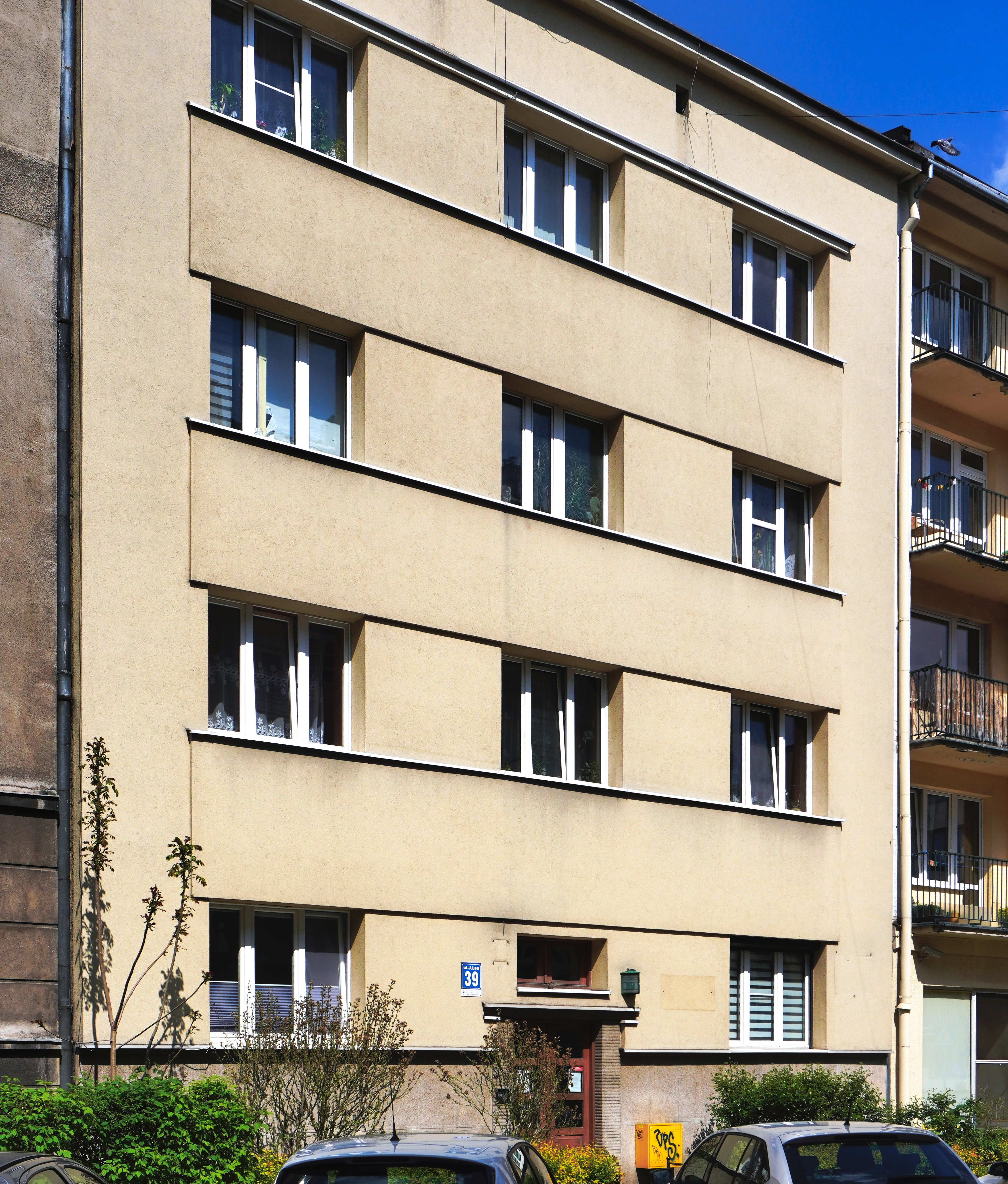
ul. Juliusza Lea 39 Kamienica (1937)